# Gnathonarium
Gnathonarium es un género de arañas araneomorfas de la familia Linyphiidae. Se encuentra en la zona holártica.

## Lista de especies
Según The World Spider Catalog 12.0:
- Gnathonarium biconcavum Tu & Li, 2004
- Gnathonarium dentatum (Wider, 1834)
- Gnathonarium exsiccatum (Bösenberg & Strand, 1906)
- Gnathonarium gibberum Oi, 1960
- Gnathonarium suppositum (Kulczynski, 1885)
- Gnathonarium taczanowskii (O. Pickard-Cambridge, 1873)